# ثلاثة (فلم)
ثلاثة (بالهندية: तीन) (بالإنجليزية: Te3n) هو فيلم إثارة هندي. الفيلم من بطولة أميتاب باتشان ونواز الدين صديقي وفيديا بالان. صدر الفيلم يوم 10 يونيو 2016.

## حبكة
جون بيسواس (أميتاب باتشان) هو جد يبلغ من العمر 70 عامًا يزور مركز الشرطة بانتظام. إنه يائس للعثور على خاطف وقاتل حفيدته أنجيلا، التي توفيت قبل ثماني سنوات. مفتشة الشرطة ساريتا ساركار (فيديا بالان) ليس لديها أي أدلة حول القضية. ومع ذلك، تواصل البحث عن الجاني، على الرغم من تثبيط عزيمتها من قبل الناس من حولها وتجمع الأدلة ببطء.
زوجة جون نانسي (بادمافاتي راو) مريضة وتستخدم كرسيًا متحركًا. على الرغم من المشاكل الشخصية، فإن جون عازم على عدم الاستسلام. كما يلتقي جون بانتظام بالأب مارتن داس (نواز الدين صديقي)، الذي كان مفتش شرطة وكان يتولى قضية اختطاف أنجيلا. يبذل الأب مارتن داس قصارى جهده لحل القضية، لكن الشعور بالذنب لعدم النجاح أجبره على ترك وظيفته ويصبح كاهنًا.
في يوم من الأيام، بعد ثماني سنوات من تلك الحادثة المأساوية، يتم اختطاف صبي آخر يدعى روني. كل شيء عن الاختطاف يوازي اختطاف أنجيلا. يكشف المزيد من التحقيقات أن طريقة اختطاف روني هي نفسها التي استخدمت في اختطاف أنجيلا. تطلب المفتشة ساريتا من الأب مارتن المساعدة في حل القضية. يدعم مارتن جزئيًا من خلال تقديم الأدلة وتبدأ ساريتا، مع جون، في التحقيق في القضية.
نظرًا لأن طريقة العمل كانت هي نفسها، يتم إعادة فتح ملف قضية أنجيلا. يتم القبض على جد روني، مانوهار (سابياساشي تشاكرابورتي) عندما يحاول الفرار بالفدية في محطة السكة الحديدية. تستجوبه ساريتا في الحبس، لكنه يقول إنه كان يتصرف بناءً على تعليمات الخاطف الحقيقي.
في غضون ذلك، يجمع جون بإصرار هوية خاطف أنجيلا من أجزاء صغيرة من المعلومات التي يجمعها من خلال تحقيقاته الخاصة. تم الكشف في النهاية عن أن هذه المشاهد حدثت قبل اختطاف روني، حيث اكتشف جون أن مانوهار هو من اختطف أنجيلا ووضع خطة لاختطاف روني سعياً للانتقام والعدالة.
يكتشف الأب مارتن أن جون هو من اختطف روني ويواجهه. يطلب جون من مارتن ترتيب لقاء مع مانوهار. خلال اللقاء، يجعل جون مانوهار يعترف بجرائمه. يشرح مانوهار أنه اختطف أنجيلا لدفع تكاليف جراحة القلب المفتوح لابنته.
يتبين أن أنجيلا لم تُقتَل - أثناء احتجازها في الأسر، هربت وسقطت عن طريق الخطأ من ارتفاع على سيارة متحركة وماتت. كانت السيارة يقودها الأب مارتن داس، الذي أصيب في الحادث. يتم القبض على مانوهار بسبب جرائمه. يبكي جون دموع الفرح، بعد أن انتقم لقتل أنجيلا بينما تتلاشى الشاشة.

## الممثلون
- أميتاب باتشان بدور جون بيسواس
- نواز الدين صديقي بدور الأب مارتن داس
- فيديا بالان بدور ساريتا شارما[6]
- سابياساتشي تشاكرابارتي بدور مانوهار سينها
- بادمافاتي راو بدور نانسي بيسواس، زوجة جون بيسواس
- آرنا شارما في دور أنجيلا روي
- توتا روي شودري بدور بيتر روي، والد أنجيلا
- ريكي باتل في دور روني بودار
- أنوبام بهاتاشاريا في دور هيمانت بودار، والد روني
- ديبلينا تشاكرافورتي في دور نيتا، والدة روني
- موكيش تشابرا بدور طارق، وكيل عقاري
- براكاش بيلوادي بدور كومار
- مسعود أختار مسؤولاً عن إمامبارا
- فالغوني تشاترجي بصفته ضابط الكائنات الحية المحورة
- آرون ساها ككاتب للكائنات الحية المحورة
- أريندول باجشي كموظف في دار الأيتام
- عنترة بانيرجي كعروس في الكنيسة
- أبهيبريتي داس في دور الفتاة الصماء والبكماء
- محمد عارف في دور العريس في الكنيسة
- باريتوش ساند بدور ACP
- بيسواجيت داس راعياً للكنيسة
- إنديرا دوتا تشودري في دور الخادمة
- سوجاتا غوش كشرطية
- براتاب رنا في دور الفاوانيا
- راجات داس في دور الباعة المتجولين
- ساجنيك في دور بهاسكور
- ساتيام ماجومدار كمدير للكائنات الحية المحورة
- سونيل سينها في دور هاري براكاش
- سومياجيت ماجومدار كمدير هاري براكاش

## الموسيقى التصويرية
قام كلينتون سيريجو بتأليف الموسيقى التصويرية للفيلم بينما كتب أميتاب باتاتشاريا الكلمات. تم إصدار الألبوم الصوتي للفيلم في 27 مايو والذي كان مصحوبًا بأداء حي من قبل فيشال دادلاني على أغنية "Grahan". يتكون الألبوم من خمسة مسارات غناها كلينتون سيريجو وفيشال دادلاني وبيني دايال وديفيا كومار وبيانكا جوميز.
سجل أميتاب باتشان نسخة من أغنية "Kyun Re" للفيلم. تصور الأغنية ألم الجد الذي فقد حفيدته. حصلت شركة T-Series على حقوق الموسيقى.

### قائمة المسار
| #  | عنوان         | المدة |
| -- | ------------- | ----- |
| 1. | "Haq Hai"     | 5:20  |
| 2. | "Rootha"      | 5:19  |
| 3. | "Kyun Re"     | 3:23  |
| 4. | "Grahan"      | 4:41  |
| 5. | "Kyun Re - 1" | 3:22  |

## روابط خارجية
- مقالات تستعمل روابط فنية بلا صلة مع ويكي بيانات